# Claire Schvartz
Pour les articles homonymes, voir Schvartz.
Claire Schvartz, née en 1984 est une autrice-illustratrice française. Elle a publié trois albums pour enfants.

## Biographie
Son premier album, Le Gravillon de pavillon qui voulait voir la mer, dont elle est l'autrice et l'illustratrice sort en 2017. Avec ce premier livre, elle est lauréate de la première édition de la Révélation Livre jeunesse de l'ADAGP en 2018.
Elle publie, en 2017, un deuxième album dont les textes sont signés Raphaël Martin, Mais qu'est que c'est ?-Toutes les formes sont dans la nature qui est cette fois un livre documentaire pour les enfants.
Une nuit à Insect Hôtel, « un album délirant et riche en surprises » selon Marine Landrot, critique littéraire à Télérama paraît en 2021, il raconte les aventures estivales des Bouzman, une famille de scarabées.

## Albums

### En tant qu'autrice-illustratrice
- Le Gravillon de pavillon qui voulait voir la mer, Montreuil, Les fourmis rouges, juin 2017, 40 p. (ISBN 978-2-36902-078-3)
- Une nuit à Insect Hôtel, Montreuil, Les fourmis rouges, avril 2021, 48 p. (ISBN 978-2-36902-127-8)

### En tant qu'illustratrice
- Mais qu'est que c'est ? - Toutes les formes sont dans la nature  (avec Raphaël Martin (texte)), Paris, Saltimbanques Editions, avril 2019, 96 p. (ISBN 978-2-37801-168-0)